# Arrondissement Châlons-en-Champagne
Châlons-en-Champagne is een arrondissement van het Franse departement Marne in de regio Grand Est. De onderprefectuur is Châlons-en-Champagne.

## Kantons
Het arrondissement was tot 2014 samengesteld uit de volgende kantons:
- Châlons-en-Champagne 1e kanton
- Châlons-en-Champagne 2e kanton
- Châlons-en-Champagne 3e kanton
- Châlons-en-Champagne 4e kanton
- Kanton Écury-sur-Coole
- Kanton Marson
- Kanton Suippes
- Kanton Vertus

Na de herindeling van de kantons bij decreet van 21 februari 2014, met uitwerking in maart 2015 en de wijziging van de arrondissementsgrenzen bij decreet van 27 maart 2017 is de samenstelling als volgt : 
- Kanton Argonne Suippe et Vesle
- Kanton Châlons-en-Champagne-1
- Kanton Châlons-en-Champagne-2
- Kanton Châlons-en-Champagne-3 (deels 35/42)
- Kanton Mourmelon-Vesle et Monts de Champagne (deels 9/37)
- Kanton Vertus-Plaine Champenoise (deel 23/63)